# The 440 Alliance
The 440 Alliance е чело рок банда, създадена в Арлингтън, щата Тексас, Съединените американски щати.
Групата се събира през 2004 г. Известна е с особения си подход към челото, електрическите ефекти и др.

## Членове

### Настоящи
- Дрю Джонсън – чело, банджо
- Брандън Вендерфорд – барабани, перкусия
- Нийл Фонг Гилфилан – чело
- Андрю Уолтън – чело, барабани
- Нейтън Кийфър – чело, пиано

### Бивши членове
- Коди Маккаферти – барабани
- Беном Плумб – барабани

## Дискография
- Playin' Cellos, 2005

1. Miserlou – Dick Dale and the Deltones
2. Don't Stop Believin' – Journey
3. Classic Crunk
4. A Day in the Life/Sergeant Pepper's Lonely Hearts Club Band (Reprise) – The Beatles (live)
5. Super Mario Bros. – Koji Kondo (live)
6. 440 Jam (live)

- The 440 Alliance, 2006

1. This is Gonna Rock!
2. 440 Jam
3. Black Hole Sun – Soundgarden
4. Tango de la Turntable
5. Stairway to Heaven – Led Zeppelin
6. Title
7. I Am the Walrus – The Beatles
8. ¡Te Gusta 440!
9. Bohemian Rhapsody – Queen

### Статии
- www.npr.org
- www.pegasusnews.com Архив на оригинала от 2007-10-18 в Wayback Machine.
- www.theshorthorn.com Архив на оригинала от 2011-05-27 в Wayback Machine.
- media.www.ntdaily.com Архив на оригинала от 2007-11-15 в Wayback Machine.

### Аудио
- Аудио в MySpace

### Видео
- youtube.com